# Wzór de Moivre’a

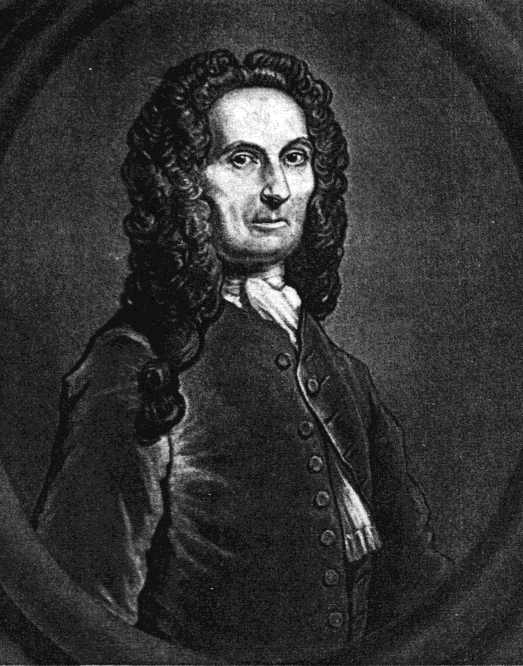
Abraham de Moivre

Wzór de Moivre’a – wzór na potęgę liczby zespolonej zapisanej w postaci trygonometrycznej, tj. w postaci 
{\displaystyle z=|z|(\cos \varphi +i\sin \varphi )}
(1) Jeżeli {\displaystyle n} jest liczbą całkowitą, to n-tą potęgę liczby z określa wzór:
{\displaystyle z^{n}=|z|^{n}(\cos n\varphi +i\sin n\varphi ).}
(2) Jeżeli wykładnik potęgi jest odwrotnością liczby naturalnej, postaci 1/n, to obliczanie potęgi oznacza obliczanie pierwiastków n-tego stopnia z liczby zespolonej (analogicznie jak dla liczb rzeczywistych), przy czym w dziedzinie liczb zespolonych każda liczba z ma n pierwiastków stopnia n-tego. Określa je wzór:
{\displaystyle z_{(k)}^{\frac {1}{n}}=|z|^{\tfrac {1}{n}}{\Big [}\cos {\Big (}{\tfrac {\varphi +2k\pi }{n}}{\Big )}+i\sin {\Big (}{\tfrac {\varphi +2k\pi }{n}}{\Big )}{\Big ]},} {\displaystyle k\in \{0,\dots ,n-1\}} .
Wzór ten opracował i opublikował Abraham de Moivre w I połowie XVIII wieku. Na początku XIX stulecia upowszechniło się nazywanie tego wzoru od jego nazwiska.

## Postacie wykładnicze wzorów de Moivre’a
W zapisie wykładniczym powyższe wzory mają postacie:
{\displaystyle z=|z|\cdot e^{i\phi }} - postać wykładnicza liczby zespolonej,
{\displaystyle z^{n}=|z|^{n}\cdot e^{in\phi }} - potęga n-ta liczby zespolonej,
{\displaystyle z_{(k)}^{\frac {1}{n}}={\sqrt[{n}]{|z|}}\cdot e^{i(\phi +2\pi \cdot k)/n},\ k\in \{0,1,2,\dots ,n-1\}} - pierwiastki n-te liczby zespolonej.

## Dowód
Dla {\displaystyle n=1} wzór jest oczywisty.
Niech wzór jest prawdziwy dla {\displaystyle n=k,} tzn.
{\displaystyle z^{k}=|z|^{k}(\cos k\varphi +i\sin k\varphi ).}
Wówczas dla {\displaystyle n=k+1} dostaniemy
{\displaystyle {\begin{aligned}z^{k+1}&=z^{k}z=|z|^{k}(\cos k\varphi +i\sin k\varphi )\cdot |z|(\cos \varphi +i\sin \varphi )\\&=|z|^{k+1}(\cos k\varphi \cos \varphi +i\cos k\varphi \sin \varphi +i\sin k\varphi \cos \varphi -\sin k\varphi \sin \varphi )\\&=|z|^{k+1}{\big (}\cos k\varphi \cos \varphi -\sin k\varphi \sin \varphi +i(\sin k\varphi \cos \varphi +\cos k\varphi \sin \varphi ){\big )}\\&=|z|^{k+1}{\big (}\cos(k+1)\varphi +i\sin(k+1)\varphi {\big )}.\end{aligned}}}
Stąd na mocy zasady indukcji matematycznej wzór zachodzi dla każdego naturalnego {\displaystyle n.}
Z kolei dla ujemnych liczb całkowitych:
{\displaystyle z^{-n}=\left(z^{-1}\right)^{n}=\left({\frac {\overline {z}}{|z|^{2}}}\right)^{n}={\frac {|z|^{n}\left(\cos \varphi -i\sin \varphi \right)^{n}}{|z|^{2n}}}=|z|^{-n}{\big (}\cos(-n\varphi )+i\sin(-n\varphi ){\big )}.}

### Zespolony pierwiastekn-tego stopnia z 1
Liczba 1 ma w dziedzinie liczb zespolonych n pierwiastków stopnia n-tego
{\displaystyle 1_{(k)}^{\frac {1}{n}}={\sqrt[{n}]{1}}_{(k)}=\cos {\frac {2k\pi }{n}}+i\sin {\frac {2k\pi }{n}},\quad k\in \{0,\dots ,n-1\}.}

### Interpretacja pierwiastków zespolonych w płaszczyźnie zespolonej

Pierwiastki 5-tego stopnia z 1 na płaszczyźnie zespolonej

### Interpretacja pierwiastków zespolonychz1n{\displaystyle z^{\frac {1}{n}}}w płaszczyźnie zespolonej
Jeżeli liczbę zespoloną {\displaystyle z} zinterpretuje się jako wektor na płaszczyźnie zespolonej, to pierwiastek n-tego stopnia {\displaystyle z^{\frac {1}{n}}} z liczby {\displaystyle z=|z|(\cos \varphi +i\sin \varphi )} jest zbiorem {\displaystyle n} wektorów, których końce są rozłożone równomiernie co kąt {\displaystyle \Delta \alpha =2\pi /n} na okręgu o środku w punkcie {\displaystyle (0,0)} i promieniu {\displaystyle R=|z|^{1/n}}, przy czym pierwszy wektor jest nachylony do osi rzeczywistej pod katem {\displaystyle \phi _{0}=\phi /n}. 
Np. Pierwiastki 5-tego stopnia z liczby {\displaystyle z=1} układają się na okręgu o promieniu {\displaystyle R=1}, {\displaystyle \Delta \alpha =2\pi /5=72^{0}}, {\displaystyle \phi _{0}=\phi /n=0,} (gdyż {\displaystyle \phi =0}, {\displaystyle |z|=1}).